# 애니 리버비츠

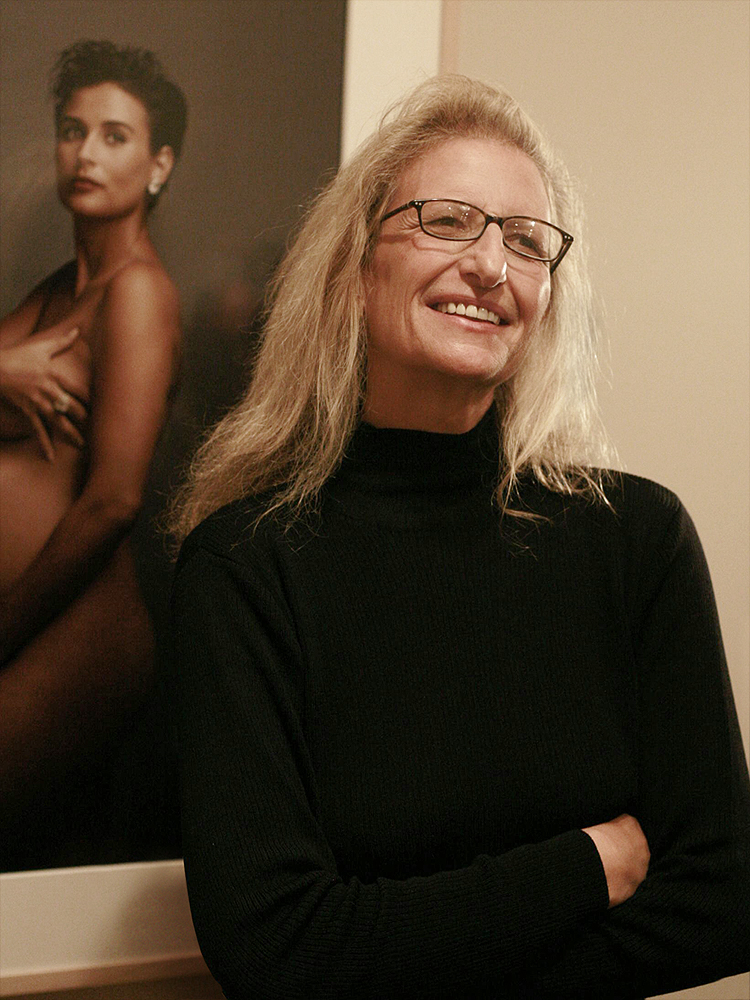
애니 리버비츠

애나루 "애니" 리버비츠(영어: Anna-Lou "Annie" Leibovitz, 1949년 10월 2일~)는 미국의 사진작가이다. 롤링 스톤과 배니티 페어 지 등에서 활동했다.

## 인물
코네티컷주 출신의 유대인으로, 부친은 공군 대령, 모친은 현대무용가였다.
1973년 '롤링 스톤'誌의 치프카메라맨이 되어, 1975년 롤링 스톤스의 투어 촬영을 게재해 유명해졌다. 1980년 존 레넌과 그의 처 오노 요코의 사진을 촬영했는데, 몇 시간 뒤에 레넌은 암살당했다.
1983년 배니티 페어誌로 옮겼고, 1991년 데미 무어의 임신한 모습을 누드로 표지에 올려 논란을 낳았다. 1998년 보그誌로 옮겼다.
1989년에 에세이스트인 수전 손택과 만나, 2004년 손택일 죽을 때까지 친밀한 관계를 맺었다. 3명의 아이가 있는데, 큰딸 세라 캐머런 리버비츠(Sarah Cameron Leibovitz)를 52세의 나이에 출산했다. 2005년에 낳은 쌍둥이(수전과 새뮤엘)는 대리모에게서 태어났다.